# Le Corbeau et le renard
Le Corbeau et le renard és una obra d'art feta per Marcel Broodthaers el 1967 que actualment forma part del fons de col·lecció del MACBA. La pel·lícula inclou tots els elements característics de les creacions de Broodthaers. El 1967 l'artista va produir una pel·lícula basada en els seus poemes inspirats en la coneguda faula de La Fontaine El corb i la guineu (1668). La pel·lícula es projectava en dues pantalles sobreposades on s'havien imprès textos sobre l'obra de La Fontaine. A més de la pel·lícula i les pantalles de projecció, l'artista va produir diverses tipografies amb imatges i textos i una capsa de cartró, folrada amb textos del mateix Broodthaers.

## Composició
La pel·lícula, que va filmar entre el maig i el setembre de 1967, mostra textos de l'artista i fotografies retallades d'objectes i persones del seu context quotidià (un pom de flors, la imatge de la seva filla, retalls d'imatges de René Magritte). Si bé la intenció de Broodthaers era projectar-la en una tela impresa amb el seu poema inspirat en La Fontaine, finalment va dissenyar dues pantalles de format diferent. En una hi reprodueix el poema; i en l'altra, en un marc negre que recorda les pantalles de televisió de l'època, els fragments de la faula. En determinats moments, la càmera llegeix el text d'esquerra a dreta i en d'altres, és a l'inrevés. L'artista aconsegueix fusionar cinema, text escrit (poesia), objectes i tipografia d'una manera totalment nova.

## Censura
Les condicions d'exhibició de Le Corbeau et le renard van ser censurades en la seva primera projecció pública el 25 de desembre de 1967 a Knokke, durant el festival Exprmntl 4. Tot i tractar-se d'un festival de cinema experimental, la pel·lícula només es va acceptar amb la condició que es projectés en una pantalla convencional i fora de concurs.
Després, Isi Fiszman en va organitzar una projecció a la rebotiga del cafè Oud Knokke, per a la qual va fer servir una pantalla especial. Per la seva banda, el mateix any 1967 Broodthaers en va dur a terme més d'una projecció privada: primer a París (Quai de l'Horloge, 7) i després a l'Hôtel du Zoute de Knokke. La primera exposició i projecció completa de l'obra es va fer a la Wide White Space Gallery, a Anvers, el 1968. El dia de la inauguració, i per deixar clar que l'obra demanava una recepció molt diferent de la que el públic dels anys seixanta estava acostumat, Broodthaers va voler que s'interpretés el concert per a dos violins de Vivaldi i l'Adagio de la primera sonata en sol menor per a un violí de Bach.

## Versions
Broodthaers va fer dues edicions d'aquesta obra: una el 1967 i una altra el 1972. La primera inclou una capsa de fusta folrada amb tela que conté una part de l'obra. L'artista havia projectat editar i comercialitzar el film, les dues pantalles i la capsa com un conjunt, però el cost d'editar la capsa va fer que només se'n reproduïssin set exemplars. El 1972 Broodthaers va fer una segona edició de Le Corbeau et le renard. Aquesta versió recull la majoria d'elements de l'edició inicial, però la capsa de fusta va ser substituïda per una carpeta de cartró lligada amb cintes i il·lustrada amb el retrat de La Fontaine.

## Exposicions
Abans de formar part de la col·lecció del MACBA l'obra es va poder veure el 2007 al Frankfurter Kunstverein d'Alemanya.